# Fernando Augusto de Almeida Brandão
Fernando Augusto de Almeida Brandão (Rio de Janeiro, 1892) foi um político brasileiro.
Comandou o Ministério da Viação interinamente, entre 26 de abril e 16 de julho de 1932, no governo de Getúlio Vargas.
Foi casado com Celina Verran Brandão, teve quatro filhos: Ceres Brandão Botafogo, Cybele Verran Brandão, Fernando Augusto de Almeida Brandão Filho, Carlos Verran Brandão. E um total de 11 netos.